# Ангар
Ангар (фр. Hangard) насеље је и општина у североисточној Француској у региону Пикардија, у департману Сома која припада префектури Мондидје.
По подацима из 2011. године у општини је живело 119 становника, а густина насељености је износила 18,77 становника/km². Општина се простире на површини од 6,34 km². Налази се на средњој надморској висини од 50 метара (максималној 102 m, а минималној 35 m).

## Демографија
| 1962. | 1968. | 1975. | 1982. | 1990. | 1999. | 2011. |
| ----- | ----- | ----- | ----- | ----- | ----- | ----- |
| 71    | 75    | 82    | 73    | 87    | 100   | 119   |

График промене броја становника у току последњих година